# Ifjúmunkás Zsebszínház

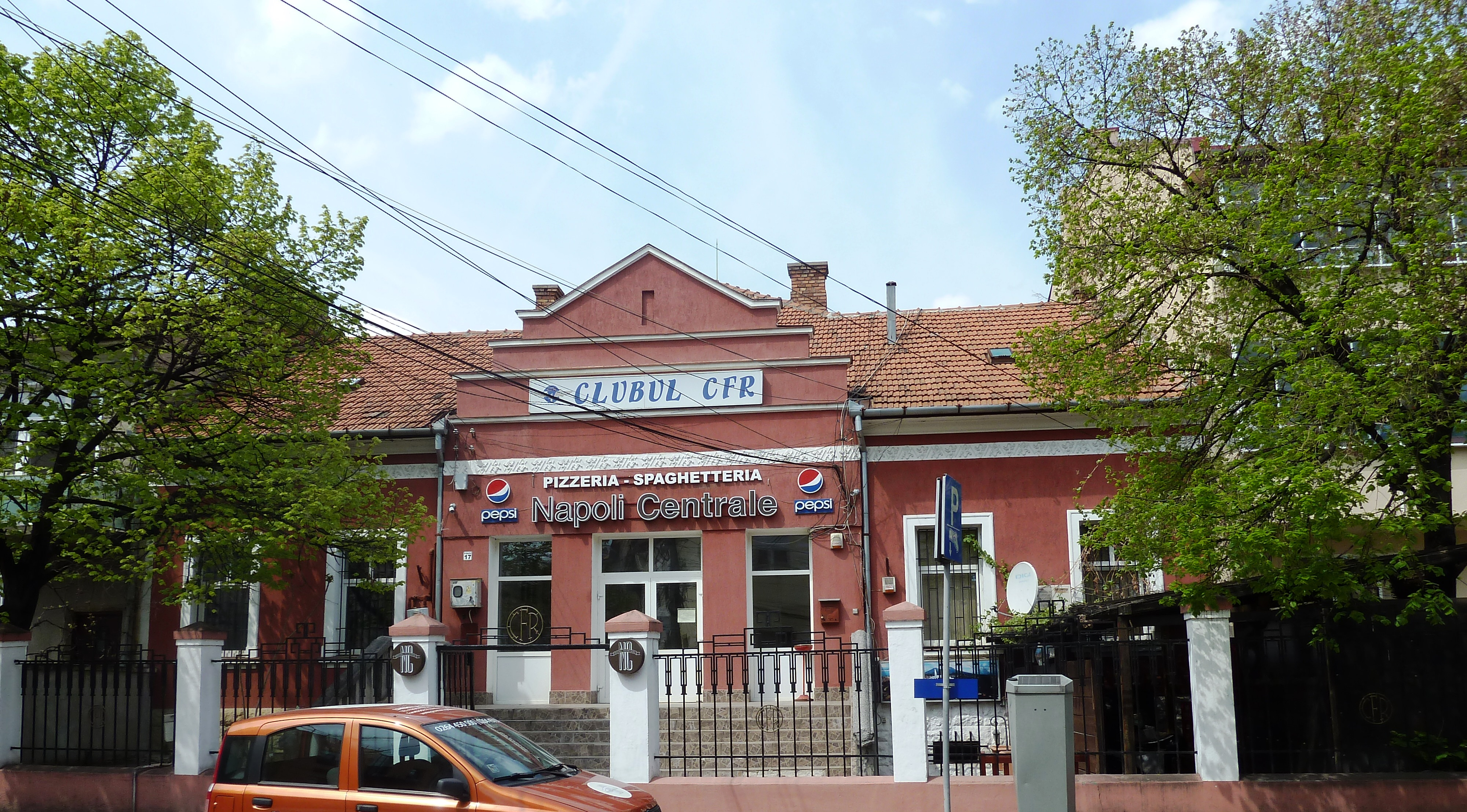
A Vasutas Klub épülete 2015-ben

Ifjúmunkás Zsebszínház – kísérleti színház a kolozsvári Vasutas Klubban. 

## Története
1980 nyarán az Ifjúmunkás Matiné egyik Baráti Köréből alakította Dusa Ödön és Tar Károly. Tagjai műkedvelő fiatalok. Művészeti vezetője, vezető színésze Dusa Ödön, az 1970-es évek elején használt művésznevén Délceg Edmond, aki sajátos, kevés szóból, csoportos mozgásból, mimikából és mikromimikából alakított színházat kezdeményezett, részben Eugenio Barba és Jerzy Grotowski színházának hatására, s jeleneteit kezdetben a monostori kultúrotthonban, matinékon, majd a Visszhang gálaesteken mutatta be.
Az Ifjúmunkás Zsebszínház ugyanekkor versközpontú színháznak is mondható. Lírai összeállítások sorával, pátoszmentes előadásmóddal, a vers tiszteletével, részletek időszerű kiemelésével ajánlja a korszak emberének figyelmébe a teljesebb önismeret lehetőségét. Emlékezetesebb előadásai: Költőnk és kora; Barátaim verseiből; Szeretni tehozzád szegődtem; Gogol: Egy őrült naplója; Platón: Szókratész védőbeszéde; Csehov: Hattyúdal; Villon–Szilágyi Domokos: Haláltánc; Szőcs Géza: Párbaj. A zenés előadásokon 1982-ig a Benyő Krisztina–Bíró János folk-kettős szerepelt. Kiemelkedő rendezvénye a Tavaszi Dekád, melyre vendégszereplőket és kísérletező csoportokat is meghívnak.

## Kapcsolódó információk
- Cseke Péter: IM-pulzusok. Utunk, 1976/24.
- Dusa Ödön: A Toborzó ürügyén. Korunk, 1977/5.
- Tar Károly: Közhírré tétetik. Ifjúmunkás, 1980/3.
- Zsehránszky István: Az Ifjúsági Zsebszínház.Művelődés, 1981/1.
- Lászlóffy Csaba: Kortársunk, Szókratész. Ifjúmunkás, 1981/8.
- Jánosy Tibor: Bemutató előtt. Igazság, 1982. október 13.
- -  Kolozsvár-portál
  -  Erdély-portál